# Les Fiancés
I promessi sposi
« I promessi sposi » redirige ici. Pour les autres significations, voir I promessi sposi (homonymie).
Pour les articles homonymes, voir Les Fiancés (homonymie).
Les Fiancés (en italien I promessi sposi) est un roman historique d’Alessandro Manzoni, écrit en plusieurs versions entre 1821 et 1842 et publié pour la première fois en 1825.
Le roman se déroule en Lombardie entre 1628 et 1630, pendant la domination espagnole du duché de Milan et s'appuie sur une recherche rigoureuse des documents historiques de cette période, concernant par exemple la religieuse de Monza (1575-1650) et la grande peste de Milan.
Il est considéré comme l’un des écrits majeurs de la littérature italienne, et comme l'œuvre la plus représentative du Risorgimento et du romantisme italien. Du point de vue structurel, il s'agit du premier roman moderne de toute la littérature italienne. Cette œuvre eut aussi une grande influence sur la définition d'une langue nationale italienne. Sa portée religieuse dans l'Italie du XIXe siècle est encore aujourd'hui largement débattue ; on peut sur ce point se référer aux ouvrages du critique Aldo Spranzi.

## Chronologie
Une première ébauche du roman remonte à 1821. Elle était alors intitulée Fermo e Lucia (du nom des deux personnages principaux), et présentait divers personnages et épisodes du récit définitif dans un mélange de lombard, de toscan, de français et de latin. Manzoni a arrêté son travail sur ce roman après en avoir composé l'introduction et les deux premiers chapitres pour se consacrer à la composition de la tragédie Adelchi. Ensuite, en septembre 1823, il a complété le manuscrit, mais sans le publier.
C'est en 1825 qu'une première édition de l’œuvre est imprimée par l'éditeur milanais Vincenzo Ferrario (connue sous le nom de Ventisettana — la vingt-septième, 1827 étant la date de publication du dernier tome) — sous le titre Les Fiancés, histoire milanaise du XVIIe siècle, découverte et réécrite par Alessandro Manzoni. Cette édition, à laquelle Manzoni apporta de nombreuses variations de structure narrative, rencontra un vif succès.
Toutefois, Manzoni n’était pas encore satisfait du résultat obtenu. En effet, il trouvait la langue dans laquelle le roman était écrit encore trop liée à ses origines lombardes et aux modèles littéraires. Par conséquent, en cette même année 1827, il se rendit à Florence pour — comme il l’a dit lui-même — « rincer ses draps dans l’Arno » et soumettre son œuvre à une révision linguistique plus soignée, inspirée de l'idiome florentin « parlé des personnes cultivées ». Et c'est entre 1840 et 1842 que Manzoni mit au point la dernière version des Fiancés (I promessi sposi) — également appelée la Quarantana la quarantième, en référence à l'année 1840 — , édition à laquelle on se réfère normalement aujourd’hui.

## La trame de l’histoire
L’histoire se déroule en Lombardie entre 1628 et 1630, au temps de la domination espagnole. On oblige Don Abbondio, curé d’Acquate, un petit village sur le lac de Côme, à ne pas célébrer le mariage de Renzo Tramaglino et Lucia Mondella, dont s’est épris Don Rodrigo, petit seigneur local. Contraints par les puissants du coin à quitter leur petit village, Lucia et sa mère Agnese, aidées par le frère Cristoforo, se réfugient au couvent de Monza, tandis que Renzo se rend à Milan dans l’espoir d’obtenir gain de cause. Don Rodrigo fait alors enlever Lucia par l’Innominato, un autre seigneur qui exécute sans scrupules toute la sale besogne. Mais la vue de la jeune fille, si injustement tourmentée, et l’arrivée du cardinal Borromeo provoquent en lui une profonde crise de conscience : au lieu de mettre la jeune fille dans les mains de Rodrigo, il la libère. Entre-temps, Renzo est arrivé à Milan, alors que des émeutes éclatent partout dans la ville. Il est alors pris pour l’un des chefs de file de ces émeutes et se voit obligé de fuir à Bergame. La Lombardie est déchirée par la guerre et la peste, mais Renzo retourne à Milan pour retrouver sa fiancée. Il retrouve Lucia dans un dispensaire aux côtés du frère Cristoforo qui soigne les infirmes, parmi lesquels, abandonné de tous, se trouve Don Rodrigo mourant. Quand la peste est éradiquée, après tant de vicissitudes, Renzo et Lucia peuvent enfin se marier.

## L’Innominato, Don Rodrigo et Don Abbondio

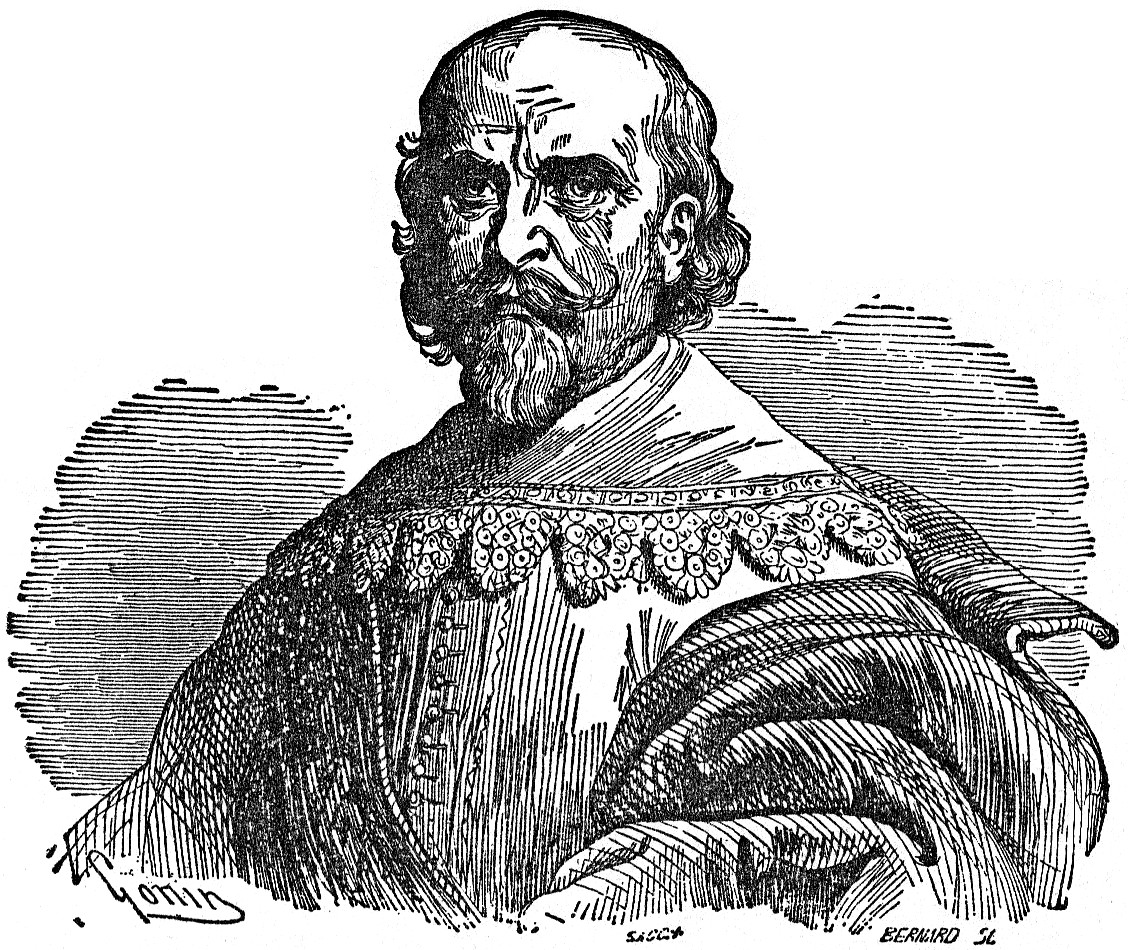
L'Innominato

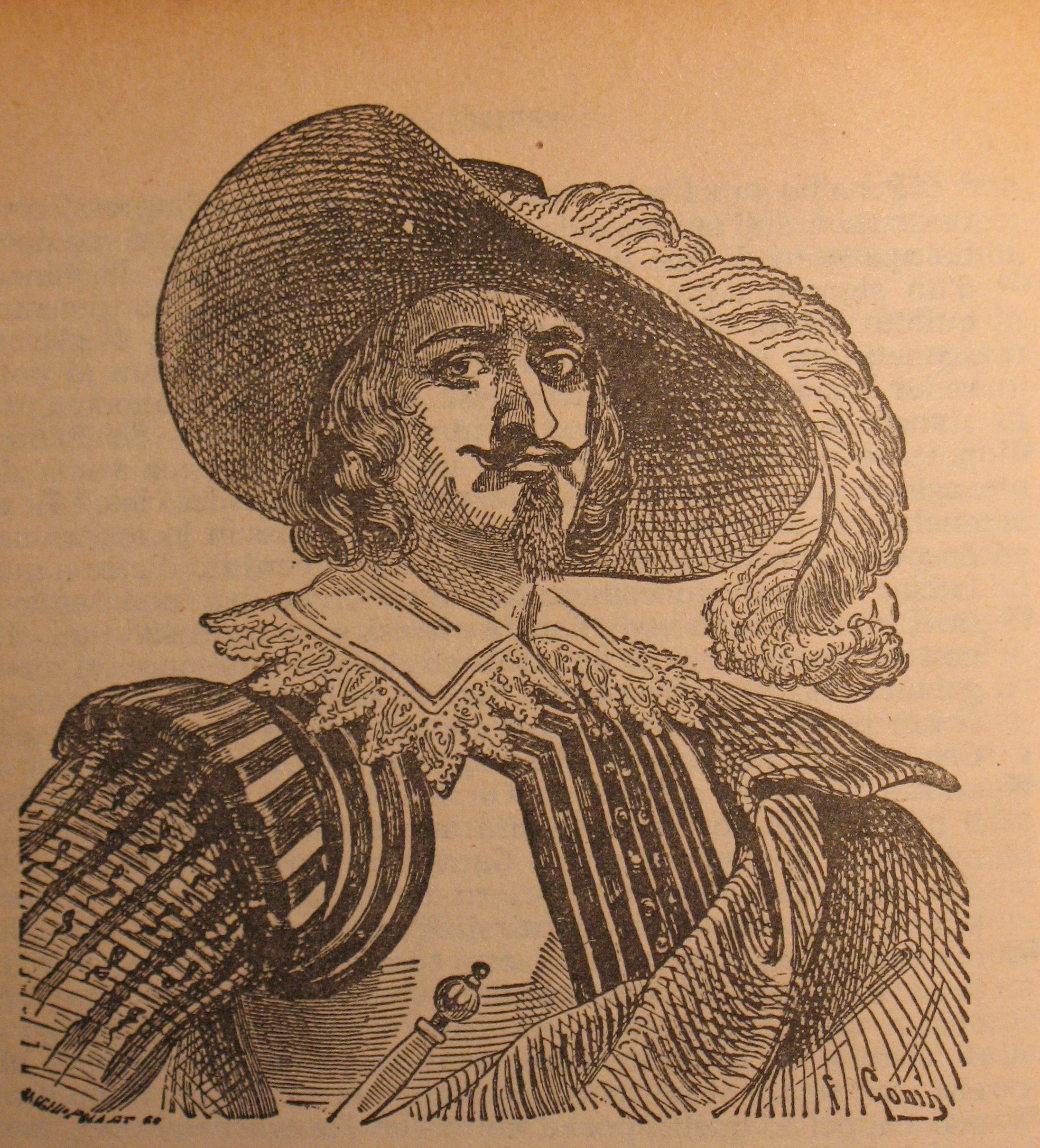
Don Rodrigo

L’InnominatoL’innominato, c’est-à-dire l’innommé, est l’une des figures les plus complexes et intéressantes du roman. C’est un personnage qui a réellement existé et à qui l’auteur fait vivre un drame intérieur qui prend racine dans les méandres de l’âme humaine. C’est à lui que Don Rodrigo va confier la mission d’enlever Lucia. En proie à une crise intérieure, l’Innominato voit en sa rencontre avec Lucia un signe, une lumière qui le porte à se convertir. C’est seulement dans un esprit tel que celui-ci — ne connaissant pas de demi-mesure — qu’une crise intérieure peut mener à un changement aussi radical. Pendant la nuit où Lucia est prisonnière au château, le désespoir de l’Innominato atteint son comble, à tel point qu’il pense même au suicide. C’est alors que la pensée de Dieu et les paroles de Lucia le sauvent et lui ouvrent la voie de la miséricorde et du pardon.
Don RodrigoDon Rodrigo est un petit seigneur qui s’est épris de Lucia et qui, par pur caprice, ne veut l’avoir que pour lui. Il représente l’expression humaine et le symbole de son siècle, il ne revêt pas une charge spéciale, mais il est l’un des nombreux petits nobles, parmi tant d’autres. Son caractère, qui n’est en rien ferme et décidé, reflète passivement et fidèlement les injustices sociales de l’époque. On ne trouvera aucune description physique ou morale de Don Rodrigo, bien qu’il soit le déclencheur de toutes les péripéties à venir. On ne le connaît qu’au travers des symboles et des attributs de sa force et de son autorité : sa demeure, ses serviteurs et ses actions. Mauvais génie de toute l’action, certain que sa situation sociale et l’appui de personnes influentes lui assureront l’impunité, il ne connaît qu’une loi : la loi du plus fort. Bien qu’étant mauvais, il n’a pas le courage de ses actions, trop inquiet de leurs possibles conséquences. Après les menaces du frère Cristoforo, il aurait certainement volontiers renoncé à ses plans, mais il ne persévère que pour une question d’orgueil, et se voit obligé de recourir à l’aide d’une tierce personne (l’Innominato) qui saura être plus vile que lui. Mais la conversion de ce dernier bouleverse l’ordre des choses et contraint Don Rodrigo à fuir et se cacher, jusqu’à ce qu’il tombe malade de la peste et meure au lazaret de Milan.
Don AbbondioCuré du petit village de Renzo et Lucia, Don Abbondio devait unir par le mariage les jeunes fiancés, mais, effrayé par Don Rodrigo, il cherchera à éviter à tout prix de célébrer les noces, et ne le fera qu’à la toute fin du roman, quand toute menace se sera évanouie. Toute la vie de Don Abbondio est régie par son principal défaut : la peur. Son histoire n’est autre que l’histoire de sa peur et de toutes les manifestations au travers desquelles elle se révèle. Lâche, mesquin, égoïste, ce n’est pourtant pas un homme mauvais, mais pas un homme bon non plus. Il vit tourmenté par la peur, il voit des obstacles même là où il n’y en a pas et l’angoisse d’en sortir indemne le rend incapable de prendre position entre le bien et le mal. Même quand les paroles du cardinal semblent allumer en lui une petite flamme, cela ne suffit pas à contrebalancer sa peur.

## Analyse
Pour Umberto Eco, il y a trois façons de raconter le passé : d'abord, la romance ou récit d’un ailleurs; ensuite, le roman de cape et d’épée dans lequel on introduit dans une intrigue historiquement vérifiable faite de personnages connus, des personnages de fiction qui n’ont pas une mentalité de l’époque; et enfin le roman historique, qui permet de mieux comprendre l’Histoire. Selon Eco, Les Fiancés est l’archétype du roman historique : « (...) tout ce que font Renzo, Lucia ou Fra Cristoforo ne pouvait qu’être accompli dans la Lombardie du xviie siècle. (...) bien qu’ils soient inventés, ils en disent plus, et avec une clarté sans pareille, sur l’Italie de l’époque, que les livres d’histoire classiques.» .

## Adaptations

### Cinéma
- 1909 : I promessi sposi, film muet de Luca Comerio.
- 1913 : I promessi sposi, film muet d’Ubaldo Maria Del Colle.
- 1913 : I promessi sposi, film muet d’Eleuterio Rodolfi.
- 1923 : I promessi sposi (it), film muet de Mario Bonnard.
- 1941 : I promessi sposi (it), film italien en noir et blanc de Mario Camerini.
- 1964 : I promessi sposi (it), film italo-espagnol en couleur de Mario Maffei.
- 2003 : Renzo e Lucia, film italien de Francesca Archibugi[3].

### Télévision
- 1967 : I promessi sposi feuilleton télévisé en 8 épisodes, dirigé par Sandro Bolchi avec : Massimo Girotti, Paola Pitagora, Nino Castelnuovo, Tino Carraro, Luigi Vannucchi, Salvo Randone.
- 1989 : I promessi sposi dirigé par Salvatore Nocita avec : Alberto Sordi, Danny Quinn, Burt Lancaster, Antonella Elia, Franco Nero, Helmut Berger.
- 1990 : I promessi sposi dirigé par Massimo Lopez, Anna Marchesini e Tullio Solenghi (parodie)

### Bande dessinée
- 1976 : I promessi paperi, parodie mélangeant l'histoire a l'univers des canards de Disney, d'Edoardo Segantini (scénariste) et Giulio Chierchini (dessinateur)
- 1989 : I promessi topi, parodie mélangeant l'histoire a l'univers de Mickey Mouse, de Bruno Sarda (scénariste) et Franco Valussi (dessinateur)